# Stare Dorohi (stacja kolejowa)
Stare Dorohi (biał. Старыя Дарогі; ros. Старые Дороги) – stacja kolejowa w miejscowości Stare Dorohi, w rejonie starodoroskim, w obwodzie mińskim, na Białorusi. Położona jest na linii Osipowicze – Baranowicze.
Stacja powstała w 1896 jako stacja krańcowa linii z Osipowicz. Do 1906 pozostawała ślepa.